# Sawahlunto
Sawahlunto (Jawi: ساواهلونتو‎) là một thành phố (kota) thuộc tỉnh Tây Sumatra, Indonesia, cách Padang khoảng 90 km. Thành phố này có diện tích 276 km2, dân số theo điều tra năm 2014 là 59.821 người.
Thành phố từng là một thị trấn khai mỏ lịch sử ở Tây Sumatra. Nó được thành lập như là một thị trấn bởi những người Hà Lan vào năm 1882 với hoạt động chính là khai thác than. Những mỏ than được phát hiện lần đầu tiên vào giữa thế kỷ 19 bởi De Greve, và một đề xuất để thực hiện việc khai thác than cung cấp cho ngành công nghiệp và giao thông vận tải. Sau khi than được phát hiện tại đây, nhiều nhà địa chất đã thường xuyên ghé thăm thị trấn này. Quá trình khai thác than tại đây tiên phong sau khi Indonesia trở thành thuộc địa của người Hà Lan vào năm 1876. Đến năm 1888, công ty Đông Ấn Hà Lan đã khởi xướng nhiều cơ sở khai mỏ, với một đường ray xe lửa được mở vào năm 1894, tiếp đó là những hầm mỏ đầu tiên.
Sau khi giành được độc lập, hoạt động khai thác than được thực hiện bởi PT Tambang Batubara Ombilin (TBO) trước khi bị thanh lý và trở thành công ty con của Bukit Asam. Sau thời kỳ khai mỏ, Sawahlunto dần trở thành một thị trấn ma và dân số giảm mạnh. Năm 2004, một chính sách nhằm biến thành phố khai mỏ lịch sử này trở thành một thành phố du lịch giúp dân số dần hồi phục. Trong năm 2014, 29% thu nhập đến từ ngành du lịch trong khi nông nghiệp chỉ chiếm 23%.

## Lịch sử
Thị trấn lịch sử này nằm trong khu vực Dãy núi Barisan thuộc tỉnh Tây Sumatra nhưng có lịch sử khác với các thị trấn khác. Bukittinggi, Batusangkar, Payakumbuh, Padang Panjang và Solok được định hình và phát triển bởi những người Minangkabau thì Sawahlunto được hình thành bởi các doanh nghiệp khai mỏ trong quá trình khai hoang thuộc địa của Hà Lan năm 1888. Nó dần trở thành một khu định cư cho những người thợ mỏ sau khi Đông Ấn Hà Lan đã đầu tư 5,5 triệu [gulden] (tiền tệ của Hà Lan vào thời điểm đó) để xây dựng cơ sở khai thác than Ombilin. Khu dân cư tiếp tục phát triển và trở thành một thị trấn với dân cư là sĩ quan và thợ mỏ.
Người Hà Lan cũng đã xây dựng một hệ thống xe lửa trị giá 17 triệu gulden để than được vận chuyển từ Sawahlunto qua Padang. Xe lửa đã hoạt động từ năm 1888 nhưng chỉ đến Muara Kalaban và đến Sawahlunto vào năm 1894. Có các chuyến tàu như một phương thức vận tải mang lại lợi nhuận khổng lồ từ khoản đầu tư chỉ từ hàng chục nghìn đến hàng trăm nghìn tấn than mỗi năm. Các khoản lỗ đã biến thành lợi nhuận lớn tới 4,6 triệu gulden mỗi năm cho đến năm 1920. Năm 1898, doanh nghiệp khai thác than vẫn sử dụng lao động khổ sai, được gọi là narapaidana, người bị buộc phải làm việc với mức lương tối thiểu. Năm 1908, tiền lương cho mỗi lao động là 18 xu/ngày và họ phải chịu đòn roi theo lệnh trừng phạt nếu chống đối. Tiền lương cho nhân viên hợp đồng là 32 xu/ngày và họ được cung cấp nhà ở và cơ sở chăm sóc sức khỏe. Trong khi đó, tiền lương cho những người lao động khác là 62 xu/ngày nhưng không có các phúc lợi xã hội nào cả. Cùng với đó, Sawahlunto mô hình chung dần trở thành trại tù nhân cho những người lao động bị ép buộc vào đầu thế kỷ 20.

## Khí hậu
Tương tự như các khu vực khác ở Tây Sumatra, thị trấn Sawahlunto có khí hậu nhiệt đới với nhiệt độ dao động khoảng 22 °C. Khu vực này trải qua hai mùa trong suốt cả năm, theo đó gió mùa diễn ra từ tháng 11 đến tháng 6 trong khi các đợt khô xảy ra trong khoảng thời gian từ tháng 7 đến tháng 10. Họ trải qua khoảng 2,720 mm lượng mưa mỗi năm với tháng ẩm nhất là tháng 12.